# Jamszgyökérvirágúak
A jamszgyökérvirágúak (Dioscoreales) az egyszikűek osztályának egyik rendje. Korábbi rendszerekben a liliomvirágúak (Liliales) egyik családjaként szerepeltek, mára azonban a molekuláris kladisztika eredményei alapján önálló rendi rangot kaptak, monofiletikus csoportot alkotnak a csavarpálma-virágúakkal (Pandanales) Pandanae néven. Legfőbb morfológiai sajátosságaik az alábbi pontokban összegezzük.

## Testfelépítésük
Általában kúszó-kapaszkadó liánnövények, élőhelyük elsősorban a trópusi éghajlati övezet.
Számos kétszikűekre jellemző sajátosságuk van, mely konvergens tulajdonságoknak kell tekinteni. Edényeik körkörösen állnak a szárban. Leveleik általában alapra, nyélre és lemezre jól tagolható, a levéllemez erezete hálózatos.
Levélállásuk egyszerű vagy keresztben átellenes.
Rizómájuk erőteljes, gumószerű, benne sok keményítő raktározódik (trópusokon haszonnövényként termesztik e sajátosságukért).
A földfeletti hajtásrészleteken gyakran még járulékos, másodlagos gumók is képződnek.
Viráguk egyivarú, a porzók és lepellevelek száma benne 6.
Virágzatuk fürt-, füzér- vagy bugavirágzat.
Pollenszerkezetük egyes nemzetségekben is jelentős eltérést mutat, szerkezete igen változatos.
Magházuk alsó állású, 3 üregű, benne általában 2 magkezdeménnyel.
A termésük tok- vagy bogyótermés.

## Rendszerük
A rendnek 3 családja van, a legjelentősebb a jamszgyökérfélék (Dioscoreaceae), melynek 4 nemzetségébe összesen 870 faj tartozik. Egyetlen hazai fajuk a pirítógyökér (Dioscorea communis).